# Liphistius jarujini
Liphistius jarujini is een spinnensoort uit de familie Liphistiidae. De soort komt voor in Thailand.